# Veit Adam von Gepeckh

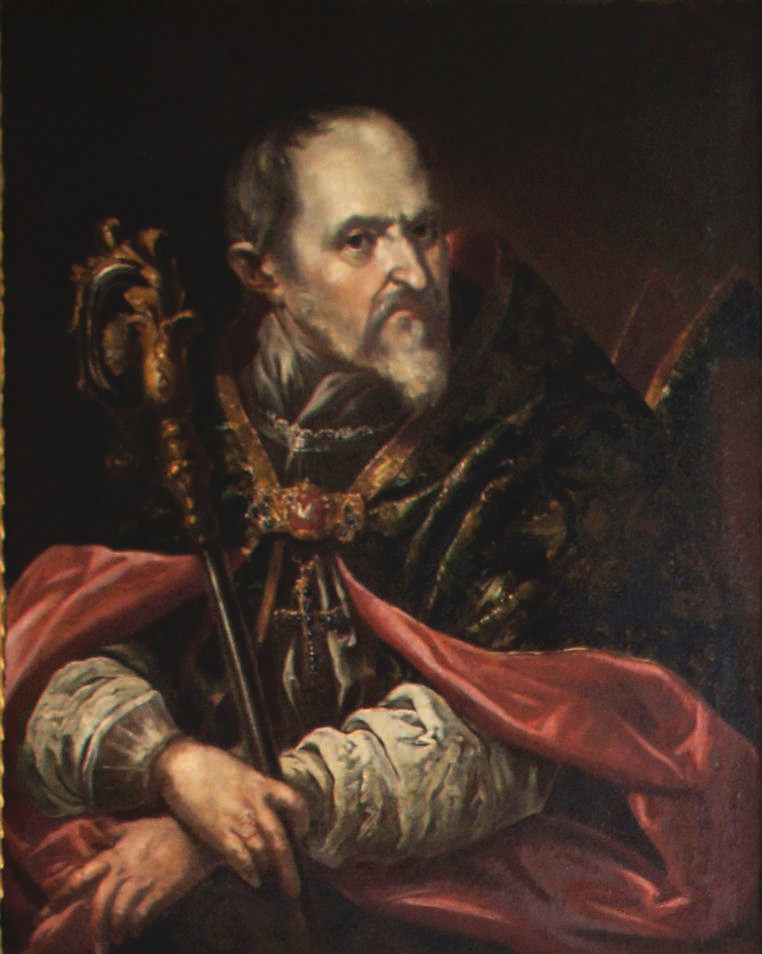
Veit Adam von Gepeckh auf einem Gemälde im Fürstengang Freising

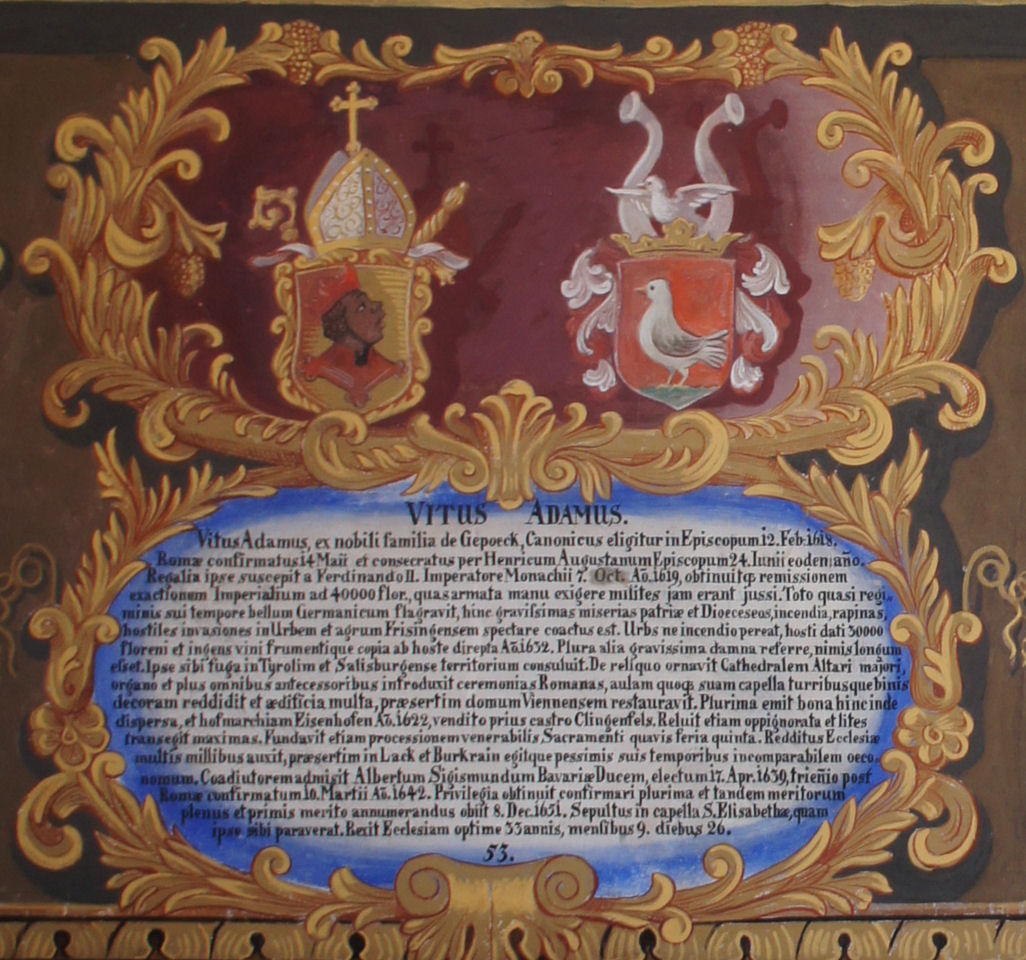
Wappentafel von Veit Adam von Gepeckh im Fürstengang Freising

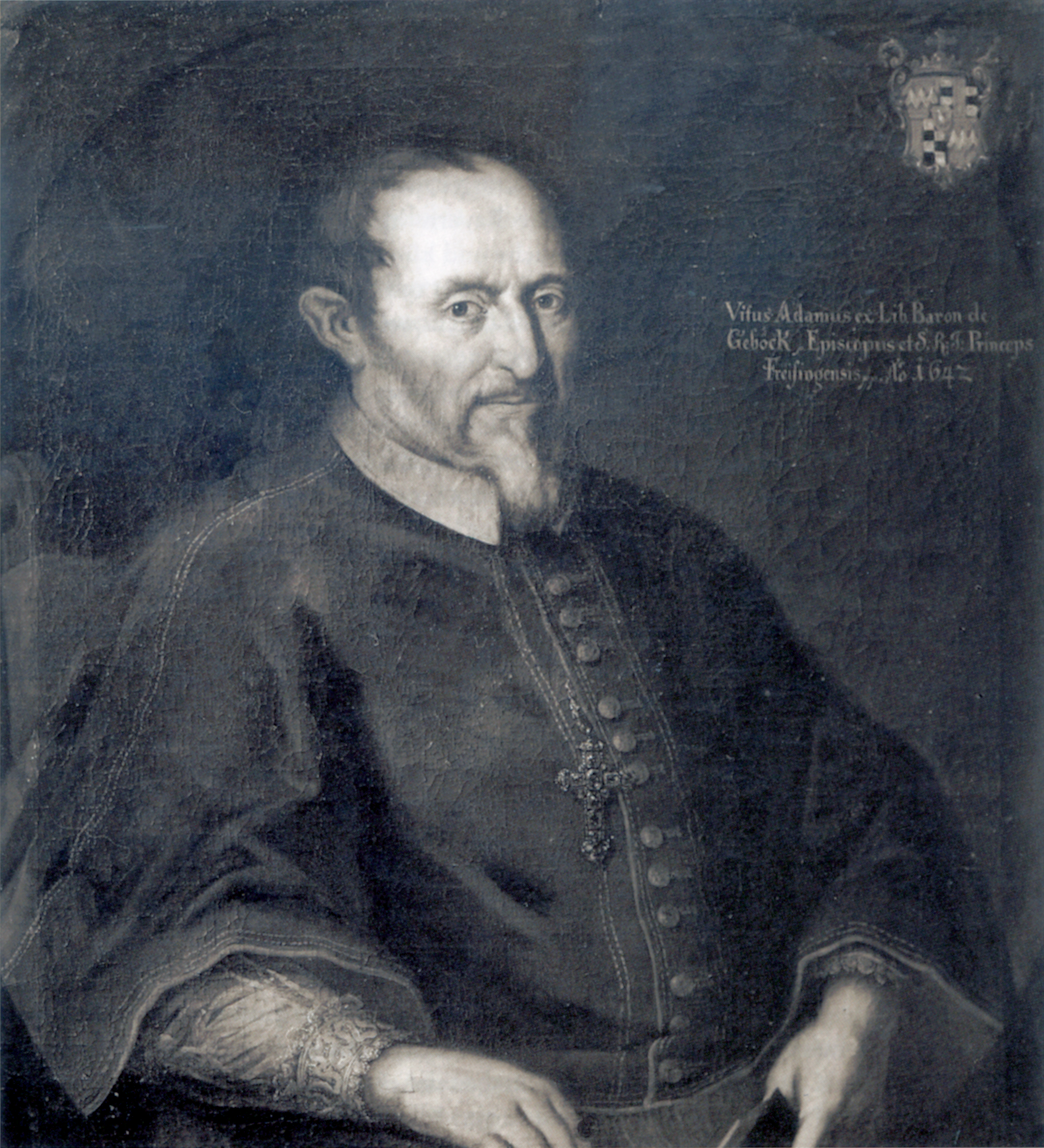

Veit Adam von Gepeckh (* 10. April oder 15. Juni 1584 auf Schloss Arnbach bei Dachau; † 8. Dezember 1651 in Freising) war von 1618 bis zu seinem Tod Fürstbischof von Freising.

## Leben
Johann Franz Eckher von Kapfing und Liechteneck, Fürstbischof von Freising von 1696 bis 1727, erwähnt ihn in seinen Sammlungen und Schriften zur Genealogie des bayerischen Adels und setzt sein Geburtsdatum auf den 10. April 1584.
Sein Vater war der Indersdorfer Klosterrichter und spätere Dachauer Landrichter Adam von Gepeckh. 1600 absolvierte er das Jesuitengymnasium München (heute Wilhelmsgymnasium München). Trotz des Widerstands des bayerischen Herzogs Maximilian I. und trotz moralischer Bedenken wegen seines angeblich „unkanonischen Vorlebens“ (mehrfache Vaterschaft) wurde Veit Adam 1618 vom Domkapitel zum Bischof gewählt und geweiht. 1619 bis 1622 wurde durch ihn der Freisinger Dom im Stile des Frühbarocks umgestaltet. Bei Peter Paul Rubens in Antwerpen ließ er das große Hochaltarbild des Doms „Das Apokalyptische Weib“ in Auftrag geben. Er veranlasste auch die Errichtung der fürstbischöflichen Residenz. Gepeckh führte Freising durch die schwere Zeit des Dreißigjährigen Krieges. 1632 wurde Freising durch den schwedischen König Gustav Adolf gebrandschatzt. Hunger und Pest wüteten auch, als die Schweden abermals 1646 in die von bayerischen Truppen verteidigte Stadt Freising einfielen.
Schon 1638 war dem Fürstbischof auf Druck des bayerischen Kurfürsten dessen Neffe Albrecht Sigismund von Bayern als Koadjutor „cum iure successionis“ zur Seite gestellt worden. Erst wenige Monate vor beider Tod kam es zum Ausgleich mit Kurfürst Maximilian I., seinem jahrzehntelangen Kontrahenten. Veit Adam von Gepeckh wurde in der sogenannten „Fürstenkapelle“ des Freisinger Domes begraben.